# 4640 Hara
4640 Hara (1989 GA) là một tiểu hành tinh vành đai chính được phát hiện ngày 1 tháng 4 năm 1989 bởi Kushida và Muramatsu ở Yatsugatake.